# 24. studenoga
24. studenoga (24. 11.) 328. je dan godine po gregorijanskom kalendaru (329. u prijestupnoj godini).
Do kraja godine ima još 37 dana.

## Događaji
- 1642. – Nizozemski je pomorac Abel Tasman kao prvi europljanin doplovio do otoka Van Diemenova zemlja, koji je kasnije preimenovan u Tasmaniju.
- 1859. – Objavljen je Postanak vrsta, Charlesa Darwina, koji je označio novu epohu u razumijevanju evolucije organskog svijeta.
- 1918. – Stjepan Radić održao na sjednici Narodnog vijeća Slovenaca, Hrvata i Srba u Zagrebu povijesni govor protiv bezuvjetnog ujedinjenja Države Slovenaca, Hrvata i Srba s Kraljevinom Srbijom na kraju kojeg je rekao poznatu rečenicu Ne srljajte kao guske u maglu!.
- 1935. – Na stogodišnjicu hrvatske himne otkriven je spomenik u Zelenjaku, na svečanosti kojoj je nazočilo preko 20 000 ljudi.
- 1991. – Nakon 152 dana obrane srpska paravojska predvođena Željkom Ražnatovićem Arkanom okupirala Laslovo i ubila 3 starice koje ga u proboju prethodnog dana nisu napustile. U obrani Laslova poginulo je 48 ljudi, a još 10 ih se i danas smatra nestalima.

| - 1632. – Baruch de Spinoza, nizozemski filozof († 1677.) - 1729. – Aleksandar Vasiljevič Suvorov, ruski feldmaršal generalisimus († 1800.) - 1784. – Zachary Taylor, američki vojskovođa, političar i državnik († 1850.) - 1883. – Jovan Jovanović Zmaj, srpski književnik († 1904.) - 1946. – Ted Bundy, američki serijski ubojica († 1989.) - 1950. – Nikica Valentić, hrvatski političar i pravnik († 2023.) - 1956. – Antun Masle, hrvatski novinar († 2022.) - 1990. – Tom Odell, britanski glazbenik - 1994. – Jaleen Smith, američki i hrvatski košarkaš - 1996. – Faris Pinjo, bosanskohercegovački glumac i pjevač | - 1957. – Diego Rivera, meksički slikar (* 1886.) - 1991. – Freddie Mercury, britanski pjevač i glazbenik (* 1946.) - 1991. – Eric Carr, američki glazbenik (* 1950.) - 2001. – Melanie Thornton, američko-njemačka pop pjevačica (* 1967.) |

## Blagdani i spomendani
- Dan grada Zadra
- Sveti Andrija Dũng-Lạc